# Concours musical international Reine Élisabeth de Belgique 1983
Le Concours musical international Reine Élisabeth de Belgique, session 1983, est consacré au piano.
Le concerto imposé est le Concerto de Michael Devreese.
Le Français Pierre-Alain Volondat remporte le concours.

## Lauréats
- Premier prix : Pierre-Alain Volondat (France)
- Deuxième prix : Wolfgang Manz (en) (Allemagne)
- Troisième prix : Boyan Vodenitcharov (Bulgarie)
- Quatrième prix : Daniel Blumenthal (USA)
- Cinquième prix : Eliane Rodrigues (de) (Brésil)
- Sixième prix : Sergei Edelmann (apatride)

Selon le règlement du concours, aucun classement n'est établi entre les finalistes au-delà du sixième prix. Les six derniers lauréats, listés par ordre alphabétique : 
- Rian de Waal (nl) (Pays-Bas)
- Hüseyin Sermet (Turquie)
- David Buechner (en) (USA)
- Uriel Tsachor (Israël)
- Megumi Umene (Japon)
- Alexander Kuzmin (apatride)